# Bombardier 415
El Bombardier 415, antes Canadair CL-415, es un avión anfibio dedicado principalmente a la lucha contraincendios forestales. Forma parte del reducido número de aviones diseñados y fabricados específicamente para este objetivo y está basado en el modelo CL-215 de Canadair, empresa absorbida por Bombardier en 1986. Bombardier construyó el modelo de 1998 a 2015. En octubre de 2016, el programa del CL-415 fue adquirido por Viking Air, con la intención de producir un actualizado CL-515, desde entonces rebautizado como DHC-515 Firefighter, en Calgary, Alberta, por la subsidiaria De Havilland Canada.

## Diseño y desarrollo

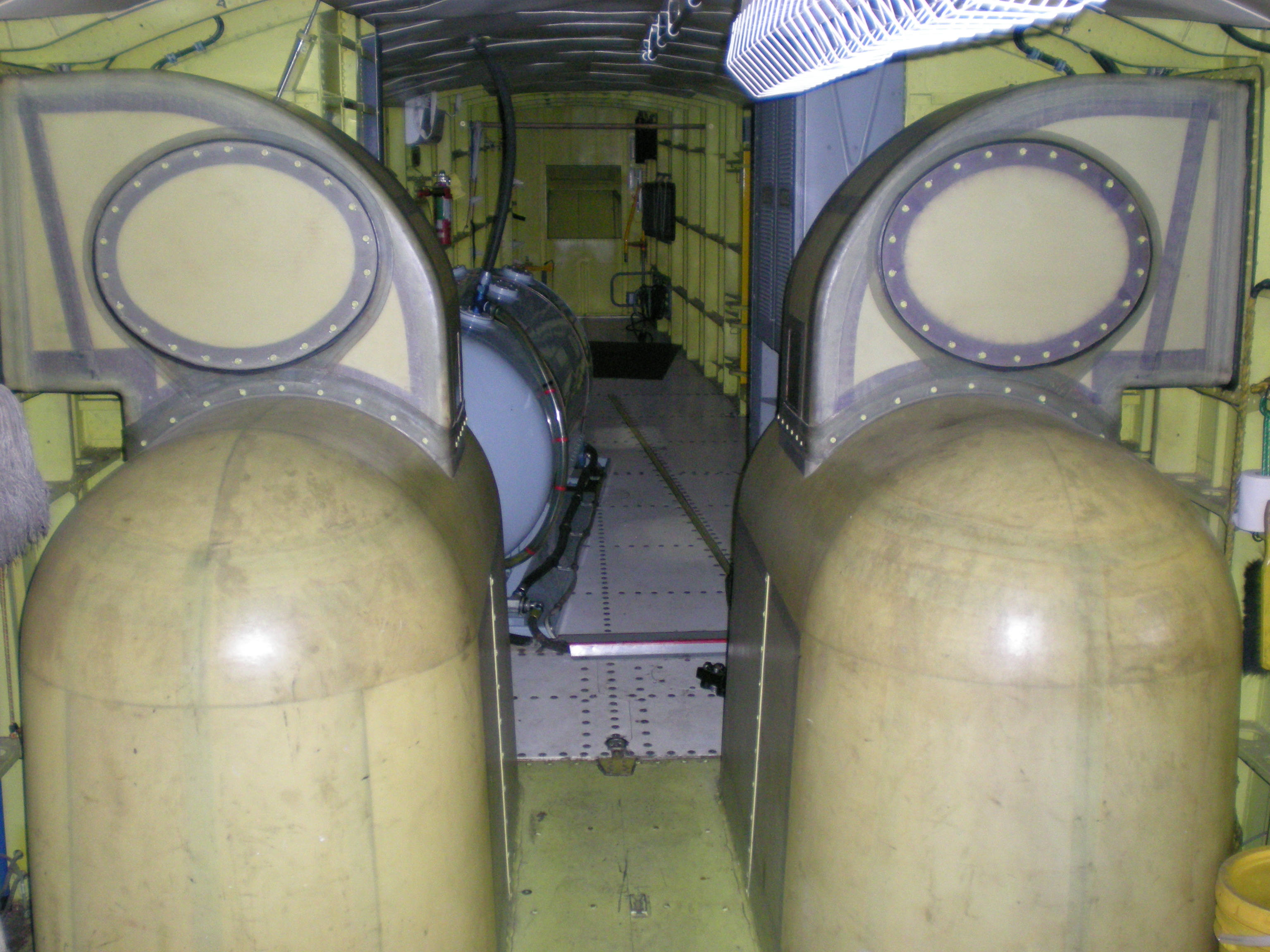
Los dos contenedores de agua de un CL-215 en primer plano y, al fondo, el tanque de aditivos.

El CL-415 puede recoger hasta 6137 l de agua (13 500 libras) en cualquier superficie de agua lo suficientemente amplia como para que el avión realice una toma y despegue en ella. El agua puede recogerse durante el amerizaje mediante dos sondas retráctiles montadas tras el rediente de la quilla, operación que debe hacerse en movimiento, mientras el avión navega sobre la superficie del agua a unos 60-70 nudos. Esto permite el completo llenado de los depósitos en tan sólo 12 segundos, para lo que se necesita una distancia de entre 610 y 1067 metros, dependiendo de factores variables como las condiciones del viento, la temperatura ambiente, el peso de la aeronave o la altitud a la que se encuentra la zona de amerizaje. El área para la carga de agua debe tener una profundidad mínima de 112 cm, y en el caso del mar no es seguro realizar la maniobra con olas de más de 60 cm de altura. Tras esta maniobra, el agua almacenada puede mezclarse con agentes químicos que mejoran la capacidad extintora o retardante de la descarga, que se realiza sobre el área del incendio sin necesidad de regresar a la base hasta el ocaso o el repostaje de combustible. Dependiendo de la proximidad entre el punto de carga y el fuego, un CL-415 puede llegar a efectuar hasta 80 descargas en un periodo de 4 horas y media.
El CL-415 lleva dos motores turbohélice Pratt & Whitney Canada PW123AF que reemplazan a los motores de pistones del CL-215. El CL-415 también dispone de una instrumentación de cabina mejorada (glass cockpit).
Su primer vuelo se realizó en abril de 1992 en Montreal, gracias a una colaboración entre el Ministerio de Agricultura de España y la empresa Bombardier, siendo las primeras entregas en noviembre de 1994.
El diseño del CL-415 surge por los requerimientos de un avión anfibio contraincendios capaz de detectar y combatir incendios forestales. El avión se ha construido pensando en su fiabilidad y longevidad, por lo que se han utilizado materiales anticorrosivos. El CL-415 también se ha usado en misiones SAR y de guardacostas.

## Variantes
CL-415
Modelo original, 86 construidos.
CL-415MP
Versión de patrulla marítima, tres construidos.
CL-415GR
Versión mejorada para la Fuerza Aérea Griega, con mayores pesos de operación. Seis construidos.
CL-415EAF
Avión Contraincendios Mejorado (Enhanced Aerial Firefighter). En 2009 fueron encargados seis aviones CL-415EAF Superscooper por Bridger Aerospace, cliente de lanzamiento, para ser entregados en abril de 2020.
DHC-515 (antes CL-515)
Versión actualizada bajo desarrollo por Viking Air de la Columbia Británica, para ser construida en Calgary, Alberta.

## Operadores

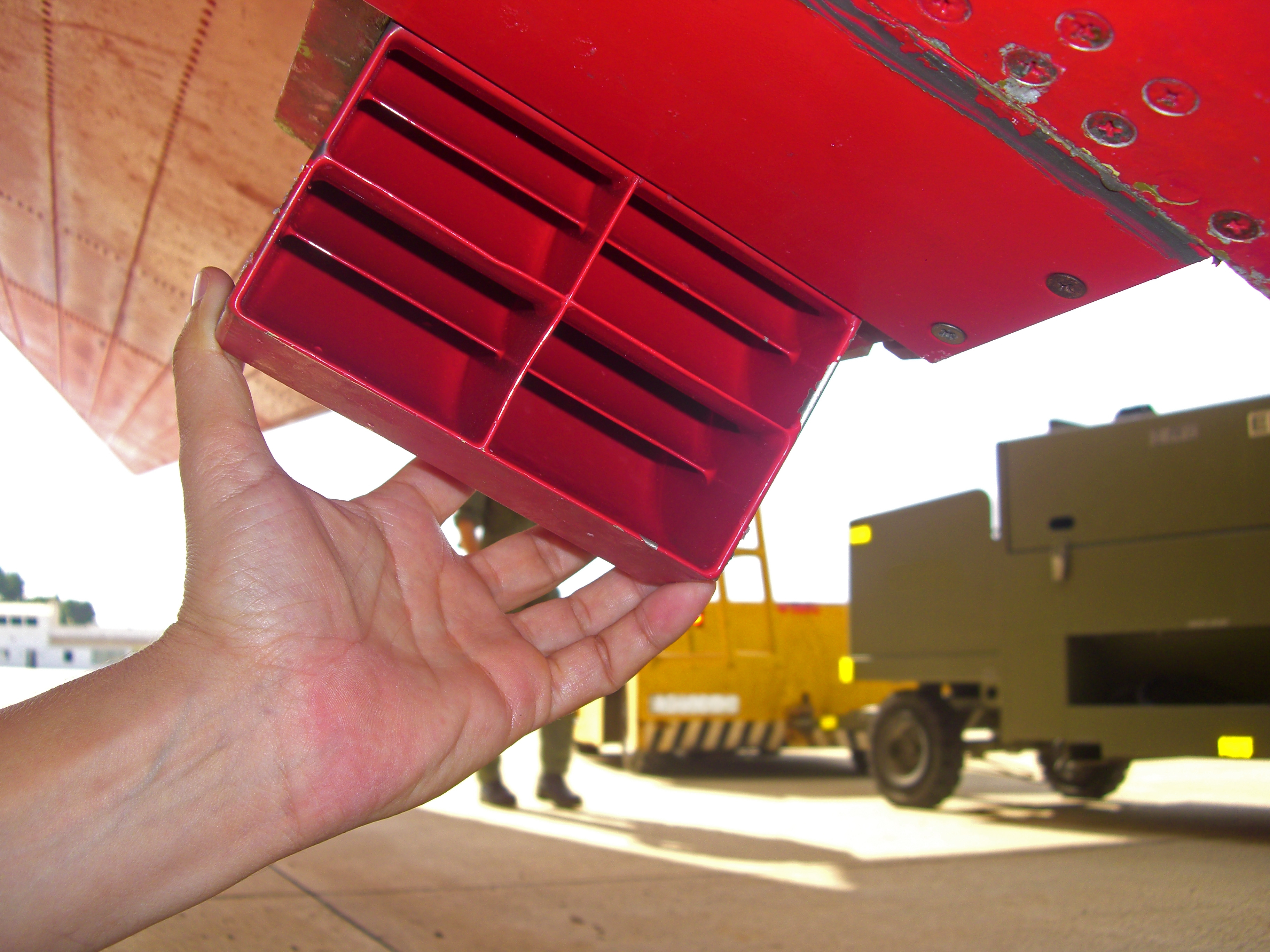
Sonda de carga de agua de un avión anfibio Bombardier 415.

Los siguientes países son operadores del Bombardier 415:
 Canadá17 (8 CL-415 en Quebec y 9 CL-415 en Ontario).
 Croacia
- Fuerza Aérea y Defensa Aérea Croata: 6 CL-415.

 España
- Ejército del Aire y del Espacio: 4 CL-415.[12]

 Francia
- Sécurité Civile: 13 CL-415.

 Grecia
- Fuerza Aérea Griega: 10 (8 CL-415GR y 2 CL-415MP).

 Italia
- Vigili del Fuoco: 14 CL-415.

 Malasia
- Guardia Costera de Malasia: 2 CL-415MP.

 Marruecos
- Real Fuerza Aérea de Marruecos: 8 CL-415.

## Accidentes

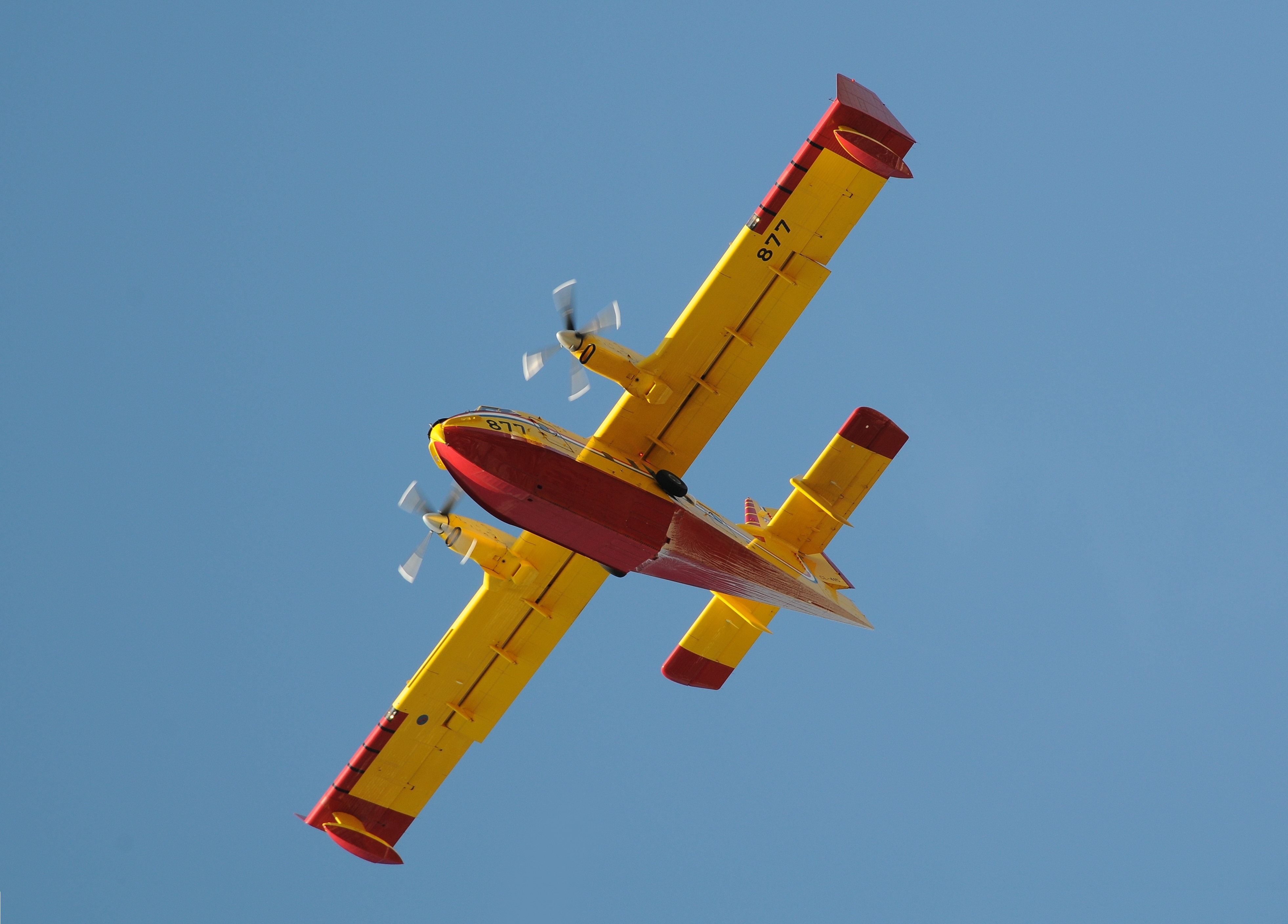
Canadair CL-415 croata.

De los 115 CL-415 construidos, 12 han sido dados de baja por accidente:
- 17 de noviembre de 1997, el avión F-ZBFQ (Pelican 43) operado por Securité Civile France, cerca de La Ciotat.
- 16 de agosto de 2003, el avión I-DPCN (S/N 2008) operado por SISAM (Italia), cerca de Val Cavena (Esine).
- 8 de marzo de 2004, la aeronave F-ZBEZ (Pelican 41) operado por Securité Civile France, en el lago Sainte Croix.
- 18 de marzo de 2005, el aparato I-DPCK (Can 22) operador por SISAM (Italia), cerca de Seravezza.
- 1 de agosto de 2005, el avión F-ZBEO (Pelican 36) operado por Securité Civile France, al partirse en vuelo sobre Córcega.
- 25 de abril de 2006, el avión 2039 operado por la Fuerza Aérea Helena.
- 23 de julio de 2007, el avión I-DPCX operado por SISAM (Italia), cerca de Roccapreturo.
- 23 de julio de 2007, el avión 2055 operado por la Fuerza Aérea Helena, cerca de Styra (Evia).
- 24 de agosto de 2009, el avión 2049 operado por la Fuerza Aérea Helena.
- 3 de julio de 2013, el avión C-FIZU operado por el Gobierno de Terranova, en el lago Moosehead.
- 5 de mayo de 2014, el avión 2050, operado por la Fuerza Aérea Helena, se perdió al amerizar cerca de Aggelochori.
- 27 de octubre de 2022, el avión I-DPCN (S/N 2070) operado Babcock, cerca de Linguaglossa (Sicilia).

## Especificaciones (CL-415)
Referencia datos: Bombardier Aerospace Website

### Características generales
- Tripulación: Dos (pilotos (mínimo))
- Capacidad: 6137 l de agua y 600 de espumante
- Longitud: 19,8 m (65 ft)
- Envergadura: 28,6 m (93,8 ft)
- Altura: 9,1 m (29,8 ft)
- Superficie alar: 100,3 m² (1080 ft²)
- Peso vacío: 12 920 kg (28 475,7 lb)
- Peso cargado: 21 319 kg (46 987,1 lb)
- Peso máximo al despegue: 

  - Desde tierra con carga desechable: 19 890 kg
  - Desde tierra con carga no desechable: 18 600 kg
  - Desde agua: 17 170 kg
  - En operación de recarga de agua: 21 360 kg
- Peso máximo de aterrizaje: 16 780 kg
- Planta motriz: 2× turbohélice Pratt & Whitney Canada PW123AF.
  - Potencia: 1775 kW (2447 HP; 2414 CV) cada uno.
- Hélices: 1× Hamilton Standard cuatripala totalmente reversible, abanderable por motor.
- Diámetro de la hélice: 3,97 m
- Capacidad de combustible: 5812 L

### Rendimiento
- Velocidad nunca excedida (Vne): 341 km/h (212 MPH; 184 kt)
- Velocidad crucero (Vc): 278 km/h (173 MPH; 150 kt)
- Velocidad de entrada en pérdida (Vs): 117 km/h (73 MPH; 63 kt)
- Alcance: 2443 km (1319 nmi; 1518 mi)
- Techo de vuelo: 6096 m (20 000 ft)
- Régimen de ascenso: 8,1 m/s (1594 ft/min)
- Distancia de despegue:
  - Desde tierra: 840 m
  - Desde agua: 815 m
- Distancia de aterrizaje:
  - En tierra: 675 m
  - En agua: 665 m
- Profundidad de agua mínima: 112 cm

### Aviónica
- Radionavegación Honeywell Primus 2
- RNZ-850 con equipo de búsqueda automático (ADF) y equipo medidor de distancia (DME), radiobalizas VOR/ILS
- Sistema de referencia de actitud y rumbo (AHRS) Litef/Honeywell LCR93
- Sistema electrónico de instrumentos de vuelo Honeywell EDZ-605 con indicador de actitud electrónico (EADI) dual e indicador de situación horizontal electrónico (EHSI)
- Radioaltímetro Honeywell AA-300
- Sistema de presentación de instrumentos integrado Parker-Gull Three-tube Active Matrix LCD.
- Ordenador de datos de aire dual CIC/Aerosonics
- Baliza de emergencia Dorne & Margolin ELT-8

## Aeronaves relacionadas

### Desarrollos relacionados
- Canadair CL-215

### Aeronaves similares
- Harbin PS-5
- Grumman HU-16 Albatross
- Kawanishi H8K
- Shin Meiwa US-1 y ShinMaywa US-2
- Beriev Be-12P
- Beriev Be-200

### Secuencias de designación
- Secuencia CL-_ (interna de Canadair): ← CL-226 - CL-227 - CL-289 - CL-415 - CL-600 - CL-601 - CL-604 →
- Secuencia DHC-_ (interna de De Havilland Canada): ← DHC-6 Twin Otter - DHC-7 (Dash 7) - DHC-8 (Dash 8) - DHC-515 Firefighter
- Secuencia U._ (Aeronaves Utilitarias del Ejército del Aire español, 1978-presente): ← U.12 - UD.13 - U.14 - UD.14 - U.15 - UE.16 - UE.17 →